# Lissotestella cookiana
Lissotestella cookiana là một loài ốc biển nhỏ, là động vật thân mềm chân bụng sống ở biển trong họ Liotiidae.